# Patrykozy-Kolonia
Patrykozy-Kolonia – kolonia w Polsce położona w województwie mazowieckim, w powiecie sokołowskim, w gminie Bielany.
W latach 1975–1998 miejscowość administracyjnie należała do województwa siedleckiego.
Wierni wyznania Rzymskokatolickiego zamieszkali we wsi należą do parafii św. Wawrzyńca w Kożuchówku.